# عائلة آل سليم
عائلة آل اسليم هي من أقدم العائلات في نابلس ولها تاريخ طويل في مدينة نابلس منذ الحكم العثماني وحتى يومنا هذا.

## أصل العائلة
عائلة أسلم هي إحدى العائلتين اللتين تتكون منهما عائلة الرفاعي في مدينة نابلس؛ وهما عائلتي الإسلام والحنو؛ كلتا العائلتين تنحدران من نسب كاراجا الرفاعي. 'قد ذكرهم إحسان النمر مؤلف النابلسي الراحل في الفصل الثاني من كتابه الذي يحمل عنوان جبل نابلس وتاريخ البلقاء في قبيلة الحسين في مدينة نابلس فرع كراكة. ومن الممكن أن عائلة حنو ليست فرعا. آل أسلم فريد من نوعه، أو بالأحرى جزء من العائلة، لكن أسماءهم غيرت على مر السنين. ومن الجدير بالذكر أن أبناء العائلتين لديهم فرع ثالث في نابلس، وهو مسجل في وثائقهم ومعتمد من السلطة الفلسطينية. وبدلا من اسمي سليم وهانو، سمى الرفاعي على اسم عائلة والدته. وهذه العشائر الثلاث (آل الإسلام، الحنو، الرفاعي) تنتمي جميعها إلى عشيرة الرفاعي في مدينة نابلس. الجد هو سليم الرفاعي، من نسل الأمير محمد كراكة الرفاعي. وبحسب قصة شعبية، يقول بعض شيوخ الأسرة إن سليم كان أحد الإخوة الثلاثة الذين تركوا عائلة والدته، عائلة كراجة. ويعيش أحدهما مع أحفاده في قرية حلحول شمال الخليل، فيما يسكن الثاني وأحفاده في قرى صفا وكفرعين ودير إبزيع غرب رام الله. عاش سليم وأحفاده في مدينة نابلس منذ حوالي 300 عام، أي في منتصف القرن الثامن عشر، وكان أحفاده في نابلس يعرفون في اللغة الفلسطينية بأبناء أسلم.

## تاريخ العائلة
تضم هذه العائلة شخصيات مهمة من القرن الماضي شاركت في معركة الكرامة أثناء توحيد الساحلين، وكان لأبنائه تضحيات الشرف والشجاعة مكتوبة بالذهب. كانت هذه العائلة تسكن في حيها وجوارها في مدينة نابلس القديمة. ونظراً لتزايد الأعداد، انتقل بعض أفراد العائلة إلى أحياء جديدة خارج أسوار المدينة القديمة، حيث سكنوا على التلة شمال المدينة، بجوار الأحياء الجديدة مثل أحياء المخفية ورفيديا غرباً. بل إن بعضهم خرج إلى خارج نابلس للعمل في مدينتي طولكرم ورام الله. والذين ذهبوا إلى الكويت للعمل بعد اكتشاف النفط في الخليج العربي وقبل احتلال الضفة الغربية، لم يتمكنوا من المغادرة بسبب احتلال الموانئ والبوابات الحدودية. وفي عام 1967، لم يسمحوا بالاتصال بالعائلة، بل ساعدوها على العودة إلى بلدهم. مجتمع نابلس هو مجتمع قبلي مجتمع مدني تربطه روابط الدم والعشيرة، ولكل عائلة في نابلس نسب مسجل في الكتاب العثماني؛ وبما أن تركيا هي الدولة التي حكمت معظم الإمبراطورية العثمانية، فهناك نسخة أصلية منها. هذه الأراضي في ذلك الوقت، باستثناء النسخ الأخرى الموجودة الآن في المحاكم السورية بحكم أن العاصمة دمشق. توجد نسخ معتمدة ومختومة من نقابة الشرفاء في محاكم نابلس لمحافظات منطقة الشام خلال الفترة العثمانية. العوائل النبيلة هناك وكان آخر زعيم لعصبة النبلاء في نابلس قبل مجيء الغزو البريطاني هو الشيخ محمد رفعت الحسيني (رحمه الله).
سجل أول نسب لعائلة آل أسلم رسميًا في عهد السلطان عبد الحميد الأول عام 1193هـ.

## الوجود الفلسطيني
يصل عدد قبيلة الرفاعي في فلسطين بشكل عام في مدينة نابلس و قرى رام الله وقرية عناتا في مدينة القدس وقرية حلحول ومدينة الخليل وقرى صفد ومدينة غزة ومدينة يافا ومدينة عكا ومدينة الرملة بعائلاتهم وفروعهم المختلفة من القراجة والشويكي والصيادي والحريري وغيرهم، حوالي 150 ألف نسمة تقريباً.

## أعلام
- الشيخ عبد العزيز إسلام حاكم الدولة العثمانية.
- الإمبراطور والضابط حميد بك إسلام شقيق الشيخ عبد العزيز.
- الضابط حميد السلطان الثاني آخر سلاطين بني عثمان في قصر عبد الحميد السلطان الثاني.
- الشيخ فهمي إسلام
- إيهاب ماهر إسلام، استشهد في منطقة ياسمينا في مدينة نابلس الأثرية بتاريخ 26 يونيو 2004.